# Cocula (Jalisco)
Cocula, é uma cidade do estado de Jalisco, no México.
Em 2005, o município possuía um total de 25.119 habitantes.